# Montbeton
Montbeton (en francès Montbeton) és un municipi francès situat al departament de Tarn i Garona i a la regió d'Occitània.

## Demografia
| 1962                                       | 1968  | 1975  | 1982  | 1990  | 1999  | 2006  |
| ------------------------------------------ | ----- | ----- | ----- | ----- | ----- | ----- |
| 1.052                                      | 1.198 | 1.324 | 1.458 | 1.786 | 2.111 | 3.179 |
| Des de 1962: població sense dobles comptes |       |       |       |       |       |       |

## Administració
| Període   | Identitat     | Partit |
| --------- | ------------- | ------ |
| 2001-2008 | Pierre Astoul | PRG    |
| 2008-     | Michel Weill  |        |